# Hi-5
Gli Hi-5 sono un gruppo musicale australiano, formatosi nel 1998 a Sydney.

## Storia
Gli Hi-5 si sono formati nel 1998 in concomitanza con la prima messa in onda dell'omonimo programma televisivo per bambini, trasmesso in prima visione su Nine Network nell'aprile 1999. Nel 2000 hanno piazzato dieci album nella classifica australiana, collezionando tre top five e numerosi dischi d'oro e platino in Australia, dove si esibivano spesso in concerti sold out. I membri originali sono stati Kellie Crawford, ex componente del girl group Teen Queens, Kathleen de Leon Jones, Nathan Foley, Tim Harding e
Charli Robinson, tutti tra i 19 e i 24 anni quando hanno fondato il gruppo. Agli ARIA Music Awards hanno trionfato cinque volte consecutivamente, dal 2000 al 2004, nella categoria dedicata agli album per bambini, diventando i primi artisti in assoluto a riuscirci. Per la fine del 2008 tutti i componenti della formazione originale hanno abbandonato il gruppo. Sono seguite numerose sostituzioni continue, accolte meno favorevolmente rispetto ai membri originali. Il programma originale è stato chiuso nel 2011 e dal 2018 il gruppo si esibisce dal vivo con turnisti.

## Formazione

### Originale
- Kellie Crawford (1998-2008)
- Kathleen de Leon Jones (1998-2006)
- Nathan Foley (1998-2008)
- Tim Harding (1998-2007)
- Charli Robinson (1998-2008)

### Passata
- Sun Park (2006-2008)
- Stevie Nicholson (2007-2015)
- Casey Burgess (2008-2013)
- Lauren Brant (2009-2014)
- Fely Irvine (2009-2011)
- Tim Maddren (2009-2013)
- Dayen Zheng (2012-2016)
- Mary Lascaris (2013-2016)
- Ainsley Melham (2013-2016)
- Tanika Anderson (2014-2016)
- Lachie Dearing (2016-2018)
- Gabe Brown (2016)
- Chris White (2016)
- Courtney Clarke (2016-2018)
- Shay Clifford (2016-2018)
- Joe Kalou (2016-2018)
- Bailey Spalding (2016-2018)

## Discografia

### Album in studio
- 1999 – Jump and Jive with Hi-5
- 2000 – It's a Party
- 2001 – Boom Boom Beat
- 2001 – It's a Hi-5 Christmas
- 2002 – Celebrate
- 2003 – Hi-5 Holiday
- 2004 – Jingle Jangle Jingle with Hi-5
- 2005 – Making Music
- 2006 – Wish Upon a Star
- 2007 – Wow!
- 2008 – Planet Earth
- 2009 – Spin Me Round
- 2010 – Turn the Music Up!
- 2011 – Sing It Loud
- 2014 – Hi-5 Hot Hits!

### Raccolte
- 2003 – Hi-5 Hits
- 2008 – All the Best
- 2015 – Best of Hi-5

### Singoli
- 1998 – Santa Claus Is Coming
- 2013 – Santa Claus Is Coming
- 2016 – Santa Claus Is Coming!